# سیارک ۱۶۰۶
سیارک ۱۶۰۶ (به انگلیسی: 1606 Jekhovsky، نامگذاری:1950RH) هزار و ششصد و ششمین سیارک کشف شده‌است که در ۱۴ سپتامبر ۱۹۵۰ و در الجزیره کشف شد.
قدر مطلق سیارک برابر ۱۲٫۱۷ است.